# Tomboy
Als Tomboys (im Deutschen etwa „wildes, lebhaftes Mädchen“, Wildfang) werden im Englischen Mädchen und Frauen bezeichnet, die sich nicht entsprechend der von der Gesellschaft vorgegebenen Geschlechterrollen verhalten.

## Etymologie

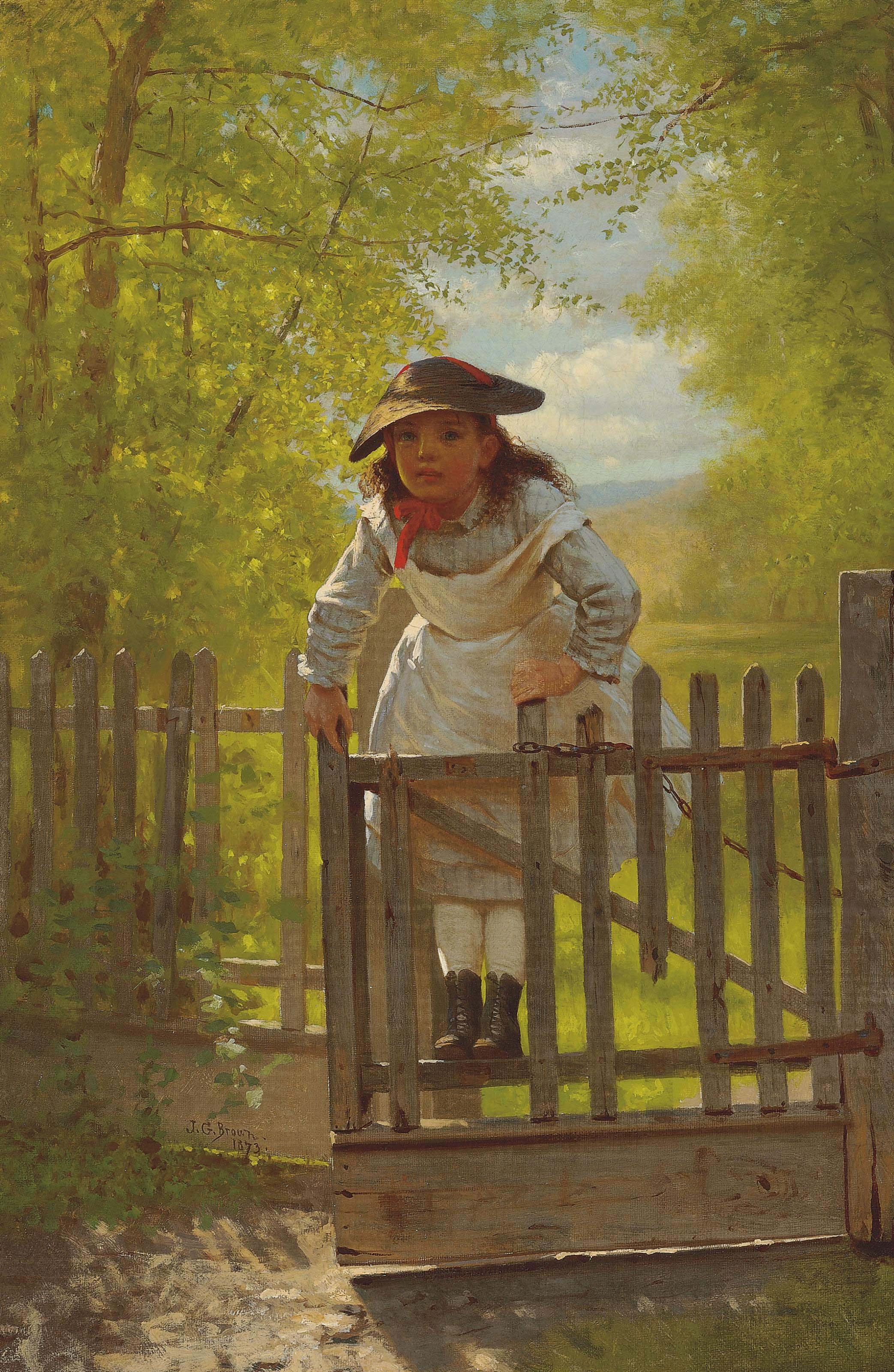
The Tomboy (1873) von John George Brown

Tom, eine umgangssprachliche Abkürzung für Thomas, wird seit spätestens 1377 im englischsprachigen Raum auch als eine Art allgemeiner Spitzname für den gemeinen Mann verwendet. So bezeichnet Tom Thumb („Tom Daumen“) ab 1579 einen kleinwüchsigen Mann, und ab etwa 1755–1765 bezeichnet es – meist als Adjektiv oder Kompositum verwendet – das Männchen bestimmter Tierarten wie etwa tom turkey („männlicher Truthahn“) oder tomcat („Kater“).
Tomboy „Tom-/Mann-Junge“ taucht erstmals 1533 in der Bedeutung „rauher, ungestümer Junge“ auf; seit 1579 ist die Bedeutung „dreiste oder schamlose Frau“ belegt und seit 1592 schließlich die Bedeutung „Mädchen, welches wie ein lebhafter Junge agiert“. In dieser Bedeutung wird es auch von William Shakespeare verwendet. Eine andere englische Bezeichnung ist hoyden.

## Verwendung im deutschen Sprachraum
Im deutschen Sprachraum wird es inklusive der dahinterstehenden Ideen vor allem durch die Gender Studies importiert, manchmal dabei als Kompositum verwendet, wie etwa in Tomboy-Verhalten oder Tomboy-Mädchen, und auch in der Sexualmedizin als Schlagwort für geschlechtsatypisches Verhalten junger Mädchen benutzt.

## Tomboys in der Kunst
Verschiedene Bücher, Filme oder Serien präsentieren den Typus des Tomboys. Einen archetypischen Tomboy hat Louisa May Alcott mit ihrer Figur Jo in dem Roman Little Women von 1868/69 geschaffen. Zu den Tomboys in der Kunst zählen u. a.
- Georgina „George“ Kirrin aus Enid Blytons Fünf Freunde
- Peppermint Patty von den Peanuts
- Ronja Räubertochter
- Die rote Zora
- Haruka Ten’ō aus Sailor Moon
- Akane Tendo aus Ranma 1/2
- Merida aus Merida – Legende der Highlands

Thomas Meineckes Roman Tomboy setzt sich mit dem Phänomen auseinander und versucht, Gender-Theorie mit Unterhaltungsliteratur zu vereinen. 2011 erschien der französische Spielfilm Tomboy von Céline Sciamma.